# Бейлеров, Хангусейн Дунямалы оглы
Хангусейн Дуньямалы оглы Бейлеров (азерб. Xanhüseyn Dünyamalı oğlu Bəylərov; 1939 г.р.) — азербайджанский политический деятель, глава исполнительной власти Имишлинского района (1991—1992 и 1993—1995).

## Биография
Хангусейн Бейлеров родился в 1939 году в Имишли. В 1965 году он окончил Азербайджанский политехнический институт по специальности инженер-механик, а в 1971 году Московскую школу управления. В 1966 году он работал старшим механиком в межрайонном узле № 8 города Сабирабад. В последующие два года работал начальником участка Бахрамтепинского песчаного карьера. В период с 1972 по 1977 годы Хангусейн являлся председателем колхоза имени Ленина Имишлинского района. В 1980 году Бейлеров оканчивает Азербайджанский сельскохозяйственный институт, по специальности экономист. Дальнейшая его карьера шла так:
- 1977—1980 — начальник сельского хозяйства Имишлинского района.
- 1981—1983 — председатель аграрно-промышленного объединения Имишлинского района.
- 1984—1989 — председатель Исполнительного комитета Имишлинского района.
- 1990—1991 — первый секретарь партийного комитета Имишлинского района.

В 1991 году Хангусейн Бейлеров стал главой исполнительной власти Имишлинского района, но в следующем году он покинул эту должность и перешёл на работу директором Имишлинского междурайонного объединения материального снабжения. В период с 1993 по 1995 годы он вновь занимал должность главы исполнительной власти Имишлинского района. За время его руководства в районе произошла перестройка в системе орошения, развитие сельского хозяйства, строительство каналов водоснабжения для колхозов, мостов, автомобильных дорог, артезианских колодцев для временного обеспечения водоснабжением орошения и первой мечети для верующих.
Женат, имеет двух детей.